# Blærebæger
Blærebæger (Physalis) er en slægt inden for Natskygge-familien, Solanaceae, der bl.a. rummer arterne ananaskirsebær og jødekirsebær.
| Beskrevne arter |

- Ananaskirsebær (Physalis peruviana)
- Jordbærtomat (Physalis grisea)
- Jødekirsebær (Physalis alkekengi)
- Tomatillo (Physalis philadelphica)

## Dyrkning
Frøene sås inde i potter i 0,5-1cm dybde, gerne frisk fra frugten. Planterne plantes derefter ud på friland i maj når fare for frost er ovre. Planten kræver meget vand, men også godt dræn, så sandet jord er ideel. Gødning og lugning er en god ide.
Når der kommer gang i væksten og bladene breder sig langs jorden skal planten bindes op og skyggende blade fjernes løbende.

## Eksterne links
- Eksotiske frugter Arkiveret 3. december 2009 hos  Wayback Machine

| Botanik | Spire Denne botanikartikel er en spire som bør udbygges. Du er velkommen til at hjælpe Wikipedia ved at udvide den. |